# Dio
Dio – amerykański zespół heavymetalowy, założony i kierowany przez wokalistę Ronniego Jamesa Dio. Grupa powstała w 1982 roku, tuż po odejściu muzyka z zespołu Black Sabbath. W wywiadzie dostępnym na specjalnej reedycji albumu Holy Diver Dio przyznał, że nigdy nie chciał rozpocząć solowej kariery. Jego intencją było założenie zespołu wraz z byłym perkusistą Black Sabbath, Vinnym Appicem. Nazwanie grupy „Dio” było tylko komercyjnym chwytem, gdyż nazwisko Jamesa było już dobrze znane. Słowo „Dio” w języku włoskim i średniowiecznej łacinie oznacza „Bóg”.

## Historia zespołu

### Początki i albumHoly Diver(1982–1984)
W 1982 roku, sprzeczki między członkami Black Sabbath dotyczące mixowania albumu Live Evil spowodowały odejście z zespołu Ronniego Jamesa Dio i Vinny’ego Appice’a. Chcąc kontynuować karierę muzyczną, utworzyli oni grupę Dio w październiku 1982 roku. W maju następnego roku zespół wydał debiutancki album, Holy Diver. Dwa single pochodzące z tego albumu, „Rainbow in the Dark” i „Holy Diver” zdobyły popularność w stacji telewizyjnej MTV. Ronnie James Dio i Jimmy Bain grali w studiu nagraniowym na instrumentach klawiszowych, jednak na potrzeby koncertów w 1984 roku, zespół wynajął Claude’a Schnella. Sam założyciel grupy, Ronnie James Dio bardzo ciepło wypowiada się o początkach grupy i podsumowuje tamten okres jako twórczą i owocną pracę.

### OdThe Last in LinedoDream Evil(1984–1989)
Jako kwintet z Claude’em Schnellem jako klawiszowcem, zespół wydał drugi studyjny album The Last in Line, który pojawił się w sprzedaży 2 lipca 1984 roku. Ponad rok później, Dio wydało kolejny album zatytułowany Sacred Heart, którego premiera miała miejsce 15 sierpnia 1985 roku. W 1985 roku Ronnie James Dio napisał utwór „Stars” dla projektu Hear ’n Aid. Vivian Campbell, który również brał udział w tworzeniu utworu był niezadowolony z kierunku w którym podąża muzyka grupy i w 1987 odpowiedział twierdząco na zaproszenie do zespołu Whitesnake. Podczas trasy koncertowej promującej album Sacred Heart w 1986 roku, grupa nagrała kilka utworów, które ukazały się na minialbumie Intermission. Album został nagrany jeszcze z Campbellem, jednak utwór „Time To Burn” został już nagrany z nowym gitarzystą, Craigiem Goldym. 21 lipca 1987 roku ukazał się czwarty studyjny album grupy, Dream Evil. Po tym wydarzeniu Goldy, chcąc skupić się na solowym projekcie, odszedł z zespołu. W czerwcu 1989 roku, następcą Craiga Goldy’ego został 18-letni wówczas Rowan Robertson. Krótko po tym z zespołu odeszli Schnell, Bain, i Appice.

### Zmiany (1990–1999)
Schnell, Bain i Appice zostali zastąpieni kolejno przez Teddy’ego Cooka, Jensa Johanssona i byłego perkusistę AC/DC, Simona Wrighta. Grupa w tym składzie nagrała album Lock up the Wolves, wydany na wiosnę roku 1990. Podczas trasy koncertowej, Ronnie James Dio spotkał się z byłym znajomym z zespołu Black Sabbath, Geezerem Butlerem. Spotkanie to poskutkowało krótką reaktywacją Black Sabbath, uwieńczoną albumem Dehumanizer. Po tym epizodzie Ronnie James Dio postanowił powrócić do pracy z zespołem Dio, zachowując jedynie Appice’a na perkusji. Pod koniec 1994 roku ogłoszone zostało dołączenie do zespołu gitarzysty, Tracy G, klawiszowca, Scotta Warrena (Warrant) i basisty, Jeffa Pilsona. W tym okresie grupa skupiła się głównie na opisywaniu w swoich utworach aktualnych problemów, odchodząc tym samym od tematyki fantastycznej. Niestety, albumy wydane w tym okresie, czyli Strange Highways, Angry Machines i album koncertowy Inferno – Last in Live były przez wielu fanów uważane za najgorsze dokonania grupy, podczas gdy innym spodobało się odejście od „przestarzałego” brzmienia lat 80. Kiepskie wyniki sprzedaży Angry Machines doprowadziły do powrotu grupy do wcześniejszego stylu, co zostało wymuszone przez menedżera zespołu, oraz do zastąpienia Tracy’ego G powracającym Craigiem Goldym.

### Powrót na scenę (2000–2004)
Powrót Craiga Goldy’ego poskutkował wydaniem w 2000 roku ósmego albumu studyjnego grupy, Magica. Przez wielu uważany za „album powrotu”, dotarł do 13 miejsca w zestawieniu magazynu Billboard. Krążek został nagrany z Simonem Wrightem i Jimmym Bainem, którzy również powrócili do grania w Dio. Podczas europejskiej trasy koncertowej na gitarze basowej grał jednak Chuck Garric. Magica jest albumem koncepcyjnym. W sferze muzycznej można usłyszeć powrót do dawnych dokonań zespołu, jednak z większą ilością użytych instrumentów klawiszowych, w celu uczynienia muzyki bardziej nowoczesną. Z chęci poświęcenia większej ilości czasu dla rodziny, Goldy odszedł z zespołu w styczniu 2002 roku. Na jego miejsce przyszedł Doug Aldrich, którego Bain poznał podczas nagrywania tribute albumu Metalliki. Z powodu późnego przyjścia do zespołu, Aldrich nie uczestniczył zbytnio w procesie tworzenia albumu Killing the Dragon, który został napisany głównie przez Ronniego Jamesa Dio i Baina. Album Killing The Dragon został wydany w 2002 roku nakładem Spitfire Records i został ciepło przyjęty przez słuchaczy metalu, klasyfikując się na liście Billboard top 200. Aldrich pozostał w zespole do kwietnia następnego roku, kiedy to, podobnie jak Campbell, dołączył do zespołu Whitesnake, powodując tym samym powrót Goldy’ego. Krótko potem z zespołu odszedł Bain.

### Master of the Mooni dalsze losy zespołu (2004-dziś)
Zespół wydał dziesiąty studyjny album zatytułowany Master of the Moon 30 sierpnia 2004 w Europie (nakładem SPV Records), a 7 września w USA (nakładem Sanctuary Records). Na albumie zagrał multi-instrumentalista Jeff Pilson (były członek Dokken), którego możemy usłyszeć na gitarze basowej. Mimo to, zaangażowanie Jeffa w zespół Foreigner, pozwoliło mu jedynie na nagranie albumu. Do dalszej współpracy zespół wybrał Rudy’ego Sarzo. W 2005 roku ukazał się album koncertowy zatytułowany Evil or Divine – Live in New York City, który zawiera zapis koncertu wydanego na DVD w 2003 roku. Dio twierdzi że nie miał wpływu na wydanie tego albumu, gdyż został on wydany po rozwiązaniu umowy z ówczesną wytwórnią płytową obsługującą zespół. W 2005 roku zespół udał się w trasę koncertową obejmującą Amerykę Południową, Japonię, Europę i Rosję. Jesienne tournée odbywało się pod nazwą „An Evening With Dio” (ang. Wieczór z Dio). Podczas tej trasy zespół wykonywał standardowy zestaw utworów, oraz album Holy Diver w całości. Zespół początkowo chciał nagrać koncert z Rosji, aby potem wydać go na płytach DVD. Mimo to, zapisem koncertu użytym na albumie „Holy Diver – Live” jest koncert z Londynu. Album ten został wydany w kwietniu 2006 roku.

### Przerwa
W 2007 roku ogłoszona została reaktywacja Black Sabbath z Ronniem Jamesem Dio. Zespół został nazwany Heaven and Hell. Zespół udał się w trasę koncertową, na której wykonywane były utwory Black Sabbath, z czasów kiedy Dio był wokalistą. W 2009 roku zespół wydał debiutancki album zatytułowany The Devil You Know
Zaangażowanie Ronniego Jamesa Dio w zespół Heaven and Hell opóźniło nagranie następcy albumu Master of the Moon, Magica II. Trzyletnia przerwa w działalności zespołu miała zakończyć się w listopadzie 2009 roku, na kiedy zaplanowana była trasa koncertowa obejmująca 7 koncertów w Wielkiej Brytanii. Trasa koncertowa została jednak odwołana z powodu wykrycia raka żołądka u Ronniego i podjęcia natychmiastowego leczenia. Wokalista po kilkumiesięcznej chorobie zmarł 16 maja 2010 roku.

## Odniesienia do zespołu w popkulturze
W 1999 roku, zespół pojawił się w serialu animowanym South Park. W odcinku „Hooked on Monkey Phonics” grupa grała utwór „Holy Diver” na przyjęciu w szkole podstawowej. Pomimo tego, że sam Ronnie James Dio w serialu przypominał swojego realnego odpowiednika, tak reszta członków owego zespołu nie odzwierciedlała aktualnego składu Dio. Utwór „Holy Diver” pojawił się w grach Guitar Hero Encore: Rocks the 80s i Grand Theft Auto: Vice City Stories. Do zespołu odnosi się też manga JoJo’s Bizarre Adventure, w której jeden z głównych antagonistów nazywa się Dio.

## Muzycy

### Ostatni znany skład zespołu
- Ronnie James Dio – śpiew, instrumenty klawiszowe (1982–2010)
- Craig Goldy – gitara elektryczna, instrumenty klawiszowe (1986–1988, 1999–2002, 2004–2010)
- Rudy Sarzo – gitara basowa (2004–2010)
- Simon Wright – instrumenty perkusyjne (1990–1991, 1998–2010)
- Scott Warren – instrumenty klawiszowe (1993–2010)

### Byli członkowie zespołu
- Vivian Campbell – gitara elektryczna (1982–1986)
- Rowan Robertson – gitara elektryczna (1989–1991)
- Tracy „G” Grijalva – gitara elektryczna (1993–1999)
- Doug Aldrich – gitara elektryczna (2002–2003, podczas koncertów 2005)
- Vinny Appice – instrumenty perkusyjne (1982–1989, 1992 – 1998)
- James Kottak – instrumenty perkusyjne (podczas koncertów 1997)
- Jimmy Bain – gitara basowa, instrumenty klawiszowe (1982–1989, 1999–2003)
- Teddy Cook – gitara basowa (1989–1991)
- Jeff Pilson – gitara basowa (1993–1996, 2004)
- Jerry Best – gitara basowa
- Larry „Bones” Dennison – gitara basowa (1998)
- Bob Daisley – gitara basowa
- Chuck Garric Jr. – gitara basowa
- Claude Schnell – instrumnety klawiszowe (1983–1989)
- Jens Johansson – instrumenty klawiszowe (1989–1991)

## Dyskografia

### Albumy
| Rok                            | Tytuł                                                                              | Pozycja na liście | Pozycja na liście | Pozycja na liście | Pozycja na liście | Pozycja na liście | Pozycja na liście | Pozycja na liście |
| Rok                            | Tytuł                                                                              | USA               | AUT               | FIN               | SWE               | CHE               | GBR               | GER               |
| ------------------------------ | ---------------------------------------------------------------------------------- | ----------------- | ----------------- | ----------------- | ----------------- | ----------------- | ----------------- | ----------------- |
| 1983                           | Holy Diver - Data: 25 maja 1983 - Wydawca: Warner Bros. (9 23836-1)                | 61                | –                 | –                 | 18                | –                 | 13                | –                 |
| 1984                           | The Last in Line - Data: 13 lipca 1984 - Wydawca: Warner Bros./Vertigo (9 25100-1) | 24                | –                 | –                 | 6                 | –                 | 4                 | –                 |
| 1985                           | Sacred Heart - Data: sierpień 1985 - Wydawca: Warner Bros./Vertigo (824 848-1)     | 29                | 13                | 6                 | 6                 | 14                | 4                 | –                 |
| 1987                           | Dream Evil - Data: 21 lipca 1987 - Wydawca: Warner Bros. (1-25612)                 | 43                | 15                | –                 | 4                 | 13                | 8                 | –                 |
| 1990                           | Lock up the Wolves - Data: 15 maja 1990 - Wydawca: Reprise (9 26212-2)             | 61                | –                 | –                 | 23                | 25                | 28                | –                 |
| 1993                           | Strange Highways - Data: 25 października 1993 - Wydawca: Reprise (9 45527-2)       | 142               | –                 | –                 | –                 | –                 | 5                 | –                 |
| 1996                           | Angry Machines - Data: 15 października 1996 - Wydawca: Mayhem (11104-2)            | 49                | –                 | –                 | –                 | –                 | 4                 | –                 |
| 2000                           | Magica - Data: 21 marca 2000 - Wydawca: Spitfire (223165-205)                      | –                 | –                 | 26                | 52                | –                 | –                 | 40                |
| 2002                           | Killing the Dragon - Data: 21 maja 2002 - Wydawca: Spitfire (SPITCD199)            | 199               | 70                | 28                | 24                | –                 | –                 | 30                |
| 2004                           | Master of the Moon - Data: 7 września 2004 - Wydawca: Sanctuary (085-69912)        | –                 | –                 | 16                | 35                | –                 | 159               | 62                |
| „–” pozycja nie była notowana. |                                                                                    |                   |                   |                   |                   |                   |                   |                   |

### Albumy koncertowe
| Rok                            | Tytuł                                                                                              | Pozycja na liście | Pozycja na liście | Pozycja na liście | Pozycja na liście |
| Rok                            | Tytuł                                                                                              | US                | FIN               | UK                | GRE               |
| ------------------------------ | -------------------------------------------------------------------------------------------------- | ----------------- | ----------------- | ----------------- | ----------------- |
| 1986                           | Intermission - Data: czerwiec 1986 - Wydawca: Warner Bros. (4-25443)                               | 70                | –                 | 22                | –                 |
| 1998                           | Inferno – Last in Live - Data: 24 lutego 1998 - Wydawca: Mayhem (11115)                            | –                 | 40                | –                 | –                 |
| 2005                           | Evil or Divine – Live in New York City - Data: 22 lutego 2005 - Wydawca: Spitfire (15253)          | –                 | –                 | –                 | 33                |
| 2006                           | Holy Diver – Live - Data: 17 kwietnia 2006 - Wydawca: Eagle (20088)                                | –                 | –                 | –                 | –                 |
| 2010                           | Dio At Donington UK: Live 1983 & 1987 - Data: 9 listopada 2010 - Wydawca: Niji Entertainment Group | –                 | –                 | –                 | –                 |
| „–” pozycja nie była notowana. | |                   |                   |                   |                   |

### Single
| Rok                            | Tytuł                         | Pozycja na liście | Pozycja na liście | Album              |
| Rok                            | Tytuł                         | US Main           | UK                | Album              |
| ------------------------------ | ----------------------------- | ----------------- | ----------------- | ------------------ |
| 1983                           | „Holy Diver”                  | 40                | 72                | Holy Diver         |
| 1983                           | „Rainbow in the Dark”         | 14                | 46                | Holy Diver         |
| 1984                           | „The Last in Line”            | –                 | –                 | The Last in Line   |
| 1984                           | „We Rock”                     | –                 | –                 | The Last in Line   |
| 1984                           | „Mystery”                     | 20                | 34                | The Last in Line   |
| 1985                           | „Rock ’N’ Roll Children”      | 26                | 26                | Sacred Heart       |
| 1985                           | „Hungry for Heaven”           | 30                | 56                | Sacred Heart       |
| 1985                           | „Dio Live”                    | –                 | –                 | Non-album single   |
| 1986                           | „King of Rock and Roll”       | –                 | –                 | Sacred Heart       |
| 1987                           | „I Could Have Been a Dreamer” | 33                | 69                | Dream Evil         |
| 1987                           | „All the Fools Sailed Away”   | –                 | –                 | Dream Evil         |
| 1990                           | „Hey Angel”                   | –                 | 94                | Lock Up the Wolves |
| 1990                           | „Born on the Sun”             | –                 | –                 | Lock Up the Wolves |
| 1993                           | „Evilution”                   | –                 | –                 | Strange Highways   |
| 1993                           | „Jesus Mary & The Holy Ghost” | –                 | –                 | Strange Highways   |
| „–” pozycja nie była notowana. |                               |                   |                   |                    |

### Minialbumy
| Rok  | Tytuł                                                    | Uwagi        |
| ---- | -------------------------------------------------------- | ------------ |
| 1986 | The Dio E.P. - Data: maj 1986 - Wydawca: Vertigo (DIO 7) | - Format: LP |

### Kompilacje
| Rok  | Tytuł                                                                                            |
| ---- | ------------------------------------------------------------------------------------------------ |
| 1992 | Diamonds – The Best of Dio - Data: marzec 1992 - Wydawca: Vertigo (5122062)                      |
| 1999 | Master Series - Data: 1 października 1999 - Wydawca: Vertigo (5380682)                           |
| 2000 | The Very Beast of Dio - Data: październik 2000 - Wydawca: Warner Bros./Rhino (79983)             |
| 2001 | Anthology: Volume Two - Data: luty 2001 - Wydawca: Connoisseur (338)                             |
| 2002 | Evil Collection: The Very Best - Data: 14 marca 2002 - Wydawca: Warner Bros. (5866602)           |
| 2003 | Stand Up and Shout: The Dio Anthology - Data: maj 2003 - Wydawca: Warner Bros./Rhino (73855)     |
| 2003 | The Collection - Data: październik 2003 - Wydawca: Universal/Spectrum (77043)                    |
| 2005 | Metal Hits - Data: 4 października 2005 - Wydawca: Rhino (73247)                                  |
| 2008 | Rock Legends - Data: 28 stycznia 2008 - Wydawca: Mercury/Polydor (9846340)                       |
| 2011 | The Ronnie James Dio Story: Mightier Than The Sword - Data: 5 sierpnia 2011 - Wydawca: Universal |

## Wideografia
| Rok  | Tytuł                                                                   | Uwagi         |
| ---- | ----------------------------------------------------------------------- | ------------- |
| 1984 | A Special From The Spectrum - Data: 1984 - Wydawca: Warner Music Video  | - Format: VHS |
| 1986 | Sacred Heart „The Video” - Data: 1986 - Wydawca: Warner Music Video     | - Format: VHS |
| 1990 | Time Machine - Data: 1 lipca 1990 - Wydawca: Warner/Polygram            | - Format: VHS |
| 2003 | Evil or Divine – Live in New York City - Data: 2003 - Wydawca: Spitfire | - Format: DVD |
| 2004 | Sacred Heart „The Video” - Data: 2004 - Wydawca: Warner Music Video     | - Format: DVD |
| 2005 | We Rock - Data: 2005 - Wydawca: Warner Music Video                      | - Format: DVD |
| 2006 | Holy Diver – Live - Data: 17 kwietnia 2006 - Wydawca: Eagle             | - Format: DVD |